# Quarazza
Quarazza (Kratz in tedesco e walser) è una piccola frazione del comune di Macugnaga, situata nella omonima Val Quarazza, laterale della Valle Anzasca che si chiude al Passo del Turlo, dal quale si discende ad Alagna Valsesia, e deriva il suo nome dal toponimo "Kratzertal", la valle dell'Orso, in lingua walser.

## Descrizione
La frazione sorge sulle rive dell'omonima diga artificiale, detto "Lago delle Fate", un laghetto alpino di un colore blu e verde scintillante, costruito tra gli anni 1948 e 1952 e che sommerse nelle acque la quasi totalità dell'antico abitato, sbarrando il corso del torrente Quarazza. Attualmente a Quarazza sorgono poche baite, due strutture turistico-ricettive ed una Cappella dedicata San Niklaus/San Nicola (1950), che ha sostituito, inglobando alcune parti originarie, la vecchia chiesetta anch'essa sommersa dalle acque della diga.

### I dintorni
A circa venti minuti di cammino a piedi dall'imbocco della valle, sorge Crocette/Zemarval, detta anche "Città morta", antico insediamento di minatori che lavoravano le vicine miniere. Si tratta di un villaggio con costruzioni in muratura, completamente abbandonato, eccetto per alcune strutture ancora integre e la presenza dell'Accantonamento del Club Alpino Italiano della Sez. di Piedimulera "Fratelli Pirazzi".
Proseguendo lungo la Val Quarazza si incontrano numerosi alpeggi, alcuni dei quali ancor oggi utilizzati dagli alpigiani per la qualità delle erbe che forniscono latte e formaggio d'eccellenza e per la purezza delle sorgenti: l'Alpe Prelobia, l' Alpe Caspisana, La Pissa, La Piana e l' Alpe Quarazzola, dalla quale, valicando la montagna, si scende a Carcoforo, centro dell'alta Valsesia. Presso l'alpeggio della Pissa, si trova una cascata a strapiombo di grandissimo impatto scenico.
La valle raggiunge quindi il Bivacco Emiliano Lanti ed infine il Passo del Turlo, dal quale si ammira il Corno di Faller e da cui si può scendere ad Alagna Valsesia.